# Thunderbolt (Coney Island)
Thunderbolt auf Coney Island (Brooklyn, New York, USA) war eine Holzachterbahn, die von John A. Miller konstruiert und 1925 eröffnet worden war. 1982 wurde die Bahn geschlossen. Sie existierte aber noch bis Ende 2000.
Am 17. November 2000 begann die New Yorker Stadtverwaltung gegen den Willen des Eigentümers mit dem Abriss der mittlerweile stark baufälligen Achterbahn. Ein daraufhin eingeleitetes Bundes-Juryverfahren ergab 2003, dass der Abriss unrechtmäßig gewesen sei und die Stadtverwaltung sich des trespass – der Entsprechung des deutschen Hausfriedensbruchs – schuldig gemacht habe.
Die Bahn war über ein Haus gebaut, welches 1895 als das Kensington Hotel errichtet worden war. Dieses Haus und somit auch die Bahn sind im Film Der Stadtneurotiker (1977) von und mit Woody Allen als Kindheitshaus der Figur Alvy Singer zu sehen, welche von Woody Allen verkörpert wird.